# Reimond Tollenaere
Reimond Tollenaere (Oostakker, 29 juin 1909 - Kopcy près de Veliki Novgorod, 22 janvier 1942) est un politicien nazi et un avocat belge.

## Biographie
Tollenaere était le fils d'un entrepreneur et voulait après ses études secondaires au Collège Saint-Liévin à Gand, dans un collège d'Ypres et au petit séminaire de Roulers, entrer au séminaire pour devenir prêtre. Durant l'année académique 1927-28, il étudie la philosophie à Roulers mais ne sera pas admis à poursuivre en deuxième année suite, dit-on, à ses actions nationalistes flamandes.
Il étudia ensuite de 1928 à 1934 le droit à l'université de Gand, où il fut actif dans le Mouvement flamand. Il participait aux assemblées de l'Algemeen Katholiek Vlaams Studentenverbond et aux réunions du Katholiek Vlaams Hoogstudentenverbond (KVHV), des syndicats estudiantins catholiques nationalistes flamands. 
En 1931-32, il fut étudiant boursier en Allemagne où il rentra en contact avec les idées du national-socialisme qu'il reprit en grande partie. Il fut président du KVHV de Gand en 1932-33. Ensuite, il fut membre du conseil d'administration du Dietsche Bond et administrateur délégué du Diestch studentenverbond. Il contribua également aux hebdomadaires Jong Dietschland et Vlaanderen.
Il épousa Hilda Saeys (1911-2010 ) de Roulers et eurent ensemble 3 fils. Il fut également le beau-frère de Hendrik Demoen, qui avait épousé sa sœur Hilda, qui fut durant la guerre le bourgmestre VNV de Roulers.   

### VNV
En 1933, encore étudiant, Tollenaere devint le responsable de la propagande de la toute jeune Ligue nationale flamande (VNV). 
Dans cette fonction, il rencontrât des tendances plus modérées que la sienne. Cela le mena à devoir démissionner de son poste de chef de district à Malines. C'est pendant son service militaire en 1934, qu'il fit la rencontre de Staf De Clercq .
Il s'installa à Roulers où il devint le chef d'arrondissement du VNV. En 1936, il fut élu député  à la chambre des représentants avec le soutien de la famille politique De Lille pour le VNV dans l'arrondissement électoral de Roulers-Tielt. Il garda la fonction jusqu'à son décès. En 1938, il fut élu conseiller communal de Roulers, une fonction qu'il exercera également jusqu'à sa mort en 1942.
Après les journées de mai 1940, ces fonctions devinrent sans exercice concret.
Rapidement après l'invasion allemande de la Belgique du 10 mai 1940, Tollenaere, avec d'autres nationalistes flamands, fut arrêté et déporté en France où il fut détenu quelques semaines durant. Le 21 juin, il fut libéré et rentra en Belgique pour devenir rapidement un acteur principal de la politique collaborationniste du VNV.
Convaincu par l'idée d'une grande Néerlande, il était contre l'état belge. Il se prononça en faveur du national-socialisme mais, au contraire de ses concurrents collaborationnistes DeVlag de Jef van de Wiele, n'était pas partisan d'une annexion de la Flandre à l'Allemagne.

### Waffen SS
Il devint le commandant de la Zwarte Brigade du VNV et un peu plus tard le premier commandant-général de la Dietsche Militie - Zwarte Brigade, la milice résultant de la fusion des mouvements nationalistes flamands.
Après l’attaque allemande contre l’Union soviétique en juin 1941, il devint actif dans le recrutement de volontaires flamands pour le front de l’est. Lui-même partit le 6 août 1941 avec le grade d’Untersturmführer dans la  Légion flamande.
Il fut tué par un tir d’artillerie ami provenant de la Division espagnole Azul le 22 janvier 1942 à Kopcy à 24 km au nord de Veliki Novgorod, près de la route vers Tchoudovo. Il est enterré dans le cimetière militaire allemand de Pankovka situé à 7 km de Novgorod.
La mort de Tollenaere fut un coup dur pour le chef du VNV, Staf de Clercq, qui voyait en lui son successeur. De Clerq meurt la même année.

### Antisémitisme
Bien que Tollenaere ne fût pas personnellement actif dans la déportation des juifs à la suite de son décès prématuré, son antisémitisme ne fait aucun doute. Avant guerre, il exprimait dans sa brochure Komt er oorlog ? des points de vue antisémites. Sous l’occupation, son antisémitisme se fit plus virulent et moins abstrait. Il défendit la politique allemande d’exclusion au moment où la première phase de cette politique pris forme en Belgique par la promulgation des premières mesures anti-juives. 

## Divers
Durant la seconde guerre mondiale, l’administration communale de Roulers renomma ce qui était alors la place d’armes (Wapenplein) en place Raymond Tollenaere. Cette place se trouve près du Petit Séminaire où Tollenaere étudia dans les années 1920 et à proximité de l’endroit où il habitait à partir de 1936.

## Publications
- (nl) Nationaal-socialisme of bolsjewisme? Leven of ondergang van Europa, Bruxelles, 1941.
- (nl) Ons volk in den Nieuwen Tijd. Naar de nationale orde en de socialistische gemeenschap, Alost, 1941.
- (nl) Voor een Vlaamsch vrijwilligerskorps. De Waffen S.S., dans: Volk en Staat, 18 mai 1941.
- (nl) De Waffen S.S. De militaire loopbaan voor onze Vlaamsche jongens, dans: Volk en Staat, 15 juin 1941.

## Source
- (nl) Cet article est partiellement ou en totalité issu de l’article de Wikipédia en néerlandais intitulé « Reimond Tollenaere » (voir la liste des auteurs).